# Thrissur
Thrissur è una suddivisione dell'India, classificata come municipal corporation, di 317 474 abitanti, capoluogo del distretto di Thrissur, nello Stato federato del Kerala. In base al numero di abitanti la città rientra nella classe I (da 100 000 persone in su).

## Geografia fisica
La città è situata a 10° 31' 0 N e 76° 13' 0 E e ha un'altitudine di 47 m s.l.m.

## Società

### Evoluzione demografica
Al censimento del 2001 la popolazione di Thrissur assommava a 317 474 persone, delle quali 154 188 maschi e 163 286 femmine. I bambini di età inferiore o uguale ai sei anni assommavano a 32 235, dei quali 16 447 maschi e 15 788 femmine. Infine, coloro che erano in grado di saper almeno leggere e scrivere erano 271 819, dei quali 133 629 maschi e 138 190 femmine.